# Аварийная посадка A320 на Гудзон
Аварийная посадка A320 на Гудзон (более известная как «Чудо на Гудзоне») — авиационная авария, произошедшая 15 января 2009 года. Авиалайнер Airbus A320-214 авиакомпании US Airways выполнял плановый внутренний рейс AWE 1549 (позывной — Cactus 1549) по маршруту Нью-Йорк—Шарлотт—Сиэтл, но всего через 1,5 минуты после взлёта столкнулся со стаей канадских казарок, и у него отказали оба двигателя. Экипаж благополучно посадил самолёт на воды реки Гудзон в Нью-Йорке. Все находившиеся на его борту 155 человек (150 пассажиров и 5 членов экипажа) выжили, 83 из них получили ранения — 5 серьёзные (больше всех пострадала 1 стюардесса) и 78 незначительные.
В СМИ происшествие известно как «Чудо на Гудзоне» (англ. Miracle on the Hudson).

## Самолёт
Airbus A320-214 (регистрационный номер N106US, серийный 1044) был выпущен в 1999 году (первый полёт совершил 15 июня под тестовым б/н F-WWII). 2 августа того же года был передан авиакомпании US Airways и получил бортовой номер N107US. В начале 2000-х совершал полёты для дочерней авиакомпании US Airways — US Airways Shuttle. Оснащён двумя двухконтурными турбовентиляторными двигателями CFM International CFM56-5B4/P. На день аварии 9-летний авиалайнер совершил 16 299 циклов «взлёт-посадка» и налетал 25 241 час.

## Экипаж
Самолётом управлял опытный экипаж, его состав был таким:
- Командир воздушного судна (КВС) — 57-летний Чесли Б. Салленбергер (англ. Chesley В. Sullenberger). Очень опытный пилот, проходил службу в ВВС США, где пилотировал истребитель F-4 Phantom II (с марта 1973 года по февраль 1980 года). Проработал в авиакомпании US Airways 12 лет (с 1997 года), ранее работал в авиакомпании Pacific Southwest Airlines (PSA) (проработал в ней 17 лет; с 25 февраля 1980 года по 1997 год). Управлял самолётами Boeing 737, McDonnell Douglas DC-9 и BAe 146. Налетал 19 663 часа (8930 из них в должности КВС), 4765 из них на Airbus A320. Также является экспертом в области безопасности полётов и имеет сертификат на пилотирование планёров[6][7].
- Второй пилот — 49-летний Джеффри Б. Скайлз[англ.] (англ. Jeffrey B. Skiles). Очень опытный пилот, проработал в авиакомпании US Airways 22 года и 9 месяцев (с 7 апреля 1986 года). Управлял самолётами Boeing 737 и Fokker 100. Налетал 15 643 часа, 37 из них на Airbus A320 (рейс AWE 1549 был его вторым полётом на Airbus A320). За время планирования самолёта привёл все его системы и механизмы в режим, обеспечивающий герметичность планера самолёта при посадке на воду и последующее долгое пребывание на плаву.

В салоне самолёта работали три стюардессы:
- Шейла Дайл (англ. Sheila Dail), 57 лет. В US Airways с 1980 года.
- Дорин Уэлш (англ. Doreen Welsh), 58 лет. В US Airways с 1970 года.
- Донна Дент (англ. Donna Dent), 51 год. В US Airways с 1982 года.

## Хронология событий

Схема полёта рейса 1549

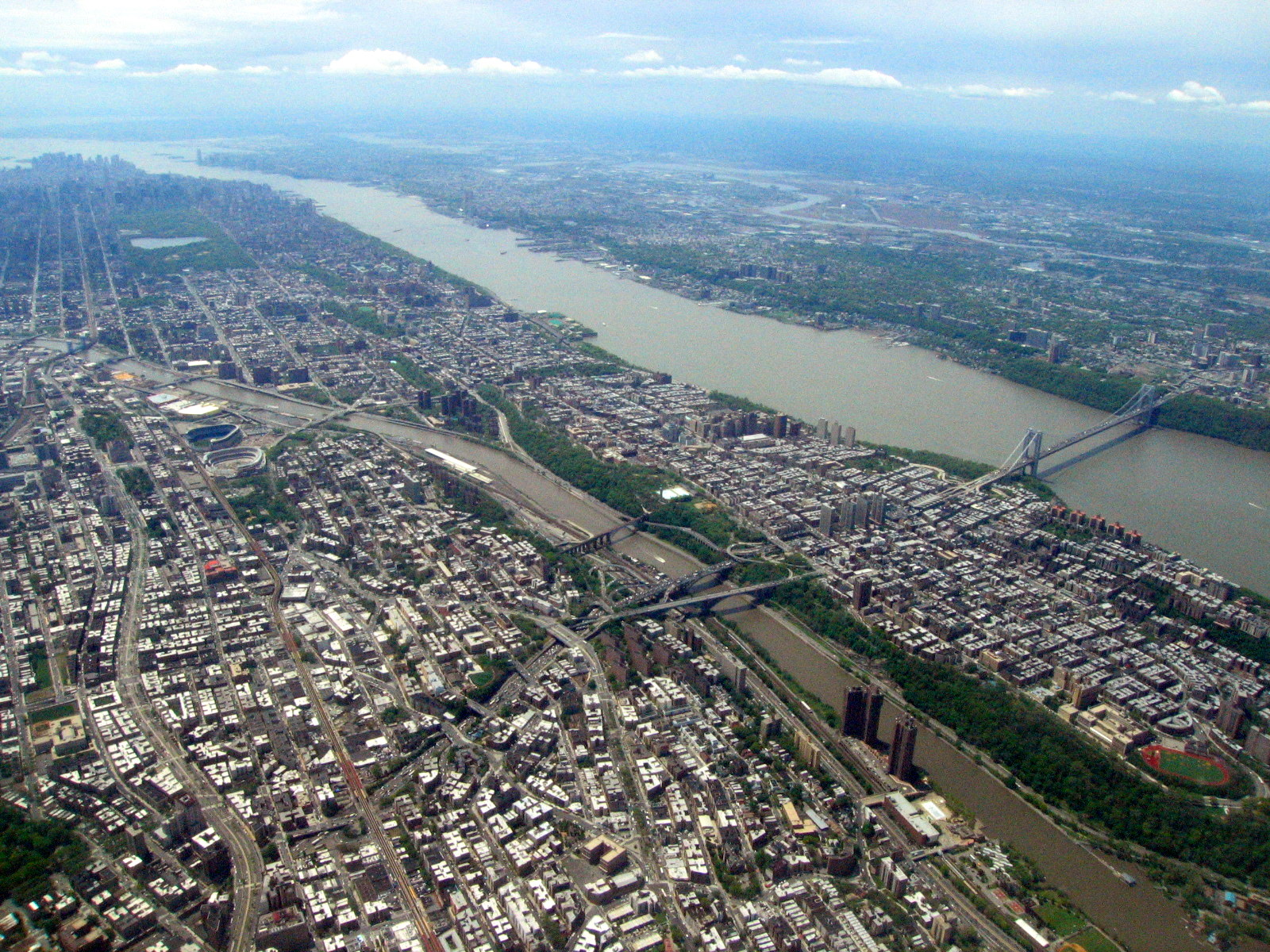
Общий вид Нью-Йорка и реки Гудзон (2008)

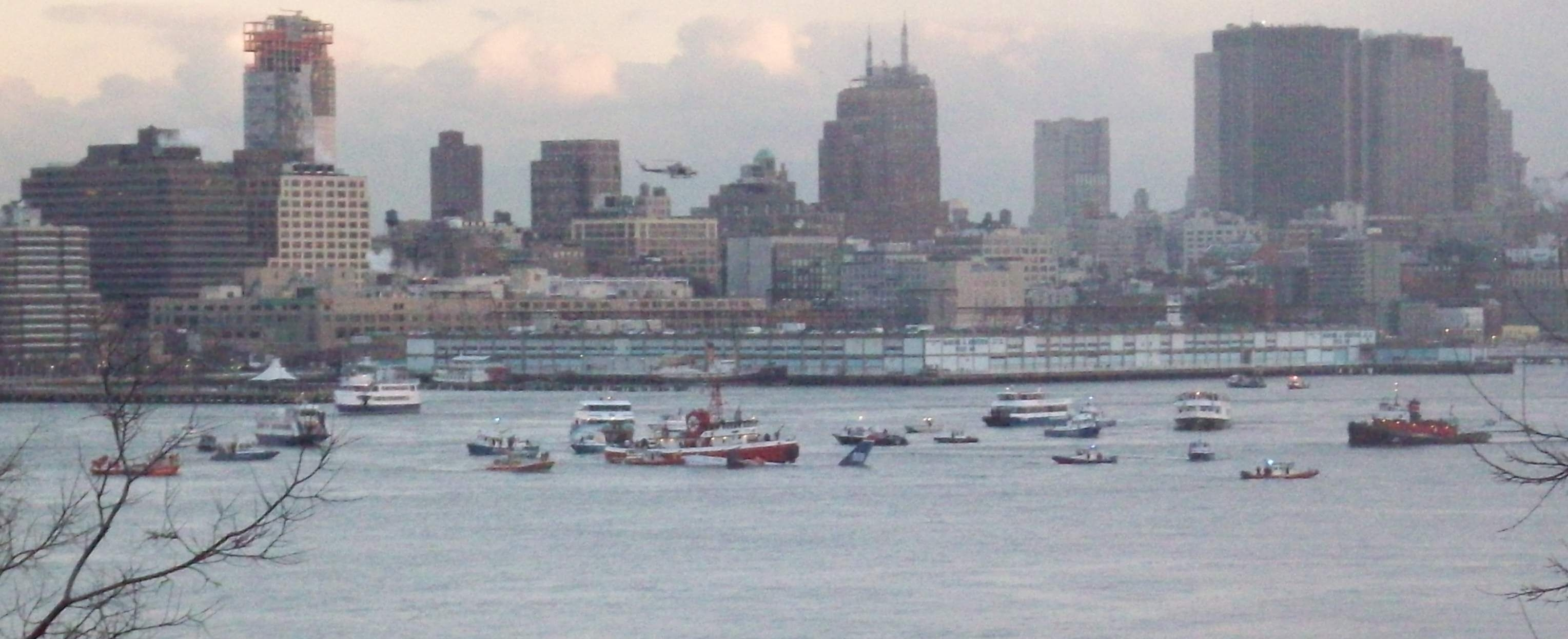
Операция по спасению пассажиров и экипажа рейса 1549

Рейс AWE 1549 вылетел из Нью-Йорка в 15:24 EST. Спустя 90 секунд после взлёта (в 15:25:30) речевой самописец зафиксировал замечание КВС относительно попадания птиц. Спустя секунду были зафиксированы звуки ударов и быстрое угасание звука обоих двигателей.
Самолёт до столкновения с казарками успел набрать высоту 975 метров. В 15:27:28 КВС подал сигнал бедствия и сообщил авиадиспетчеру о столкновении самолёта со стаей птиц, в результате которого были выведены из строя оба двигателя. Потеря тяги обоих двигателей была впоследствии подтверждена предварительным анализом записей обоих бортовых самописцев.
Пилотам удалось развернуть лайнер, взлетавший на север, на юг, спланировать над рекой Гудзон, не задев мост Джорджа Вашингтона, и в 15:30:43 EST приводнить рейс AWE 1549 напротив 48-й улицы Манхэттена, при этом не разрушив тяжёлый заправленный самолёт. Окончательно он остановился напротив 42-й улицы. Всего самолёт пробыл в воздухе (с момента взлёта до приводнения) около 7 минут.
После приводнения лайнер остался на поверхности воды, и пассажиры через аварийные выходы вышли на обе плоскости крыла. Все находившиеся на борту 150 пассажиров были спасены паромами и катерами, подошедшими через несколько минут к приводнившемуся самолёту (рядом с местом приводнения находилась одна из паромных переправ между Манхэттеном и Нью-Джерси).
78 человек получили медицинскую помощь по поводу незначительных травм и переохлаждения (температура воды была достаточно низкой, разные СМИ приводили цифры от «около нуля» до порой отрицательной температуры воды).

## Последствия приводнения

### Раненые
В момент приводнения 78 пассажиров получили повреждения различной степени тяжести, не представляющие опасности для жизни. Почти все пострадали от гипотермии. Наиболее серьёзную травму получила стюардесса Дорин Уэлш (глубокая рана ноги). 24 пассажира и 2 спасателя были госпитализированы в местные больницы, но большинство из них в тот же день были отпущены. Ещё 1 пассажир получил повреждения глаз от разлившегося в воде авиатоплива и был вынужден носить очки.
После аварии все пассажиры получили компенсацию за потерянный багаж в размере $ 5000, а те из них, кто смог доказать более крупный размер потери, получили дополнительную компенсацию. Позднее находившиеся на борту в момент аварии дополнительно получили по $ 10 000 за отказ от дальнейших претензий к авиакомпании US Airways.

### Повреждения самолёта

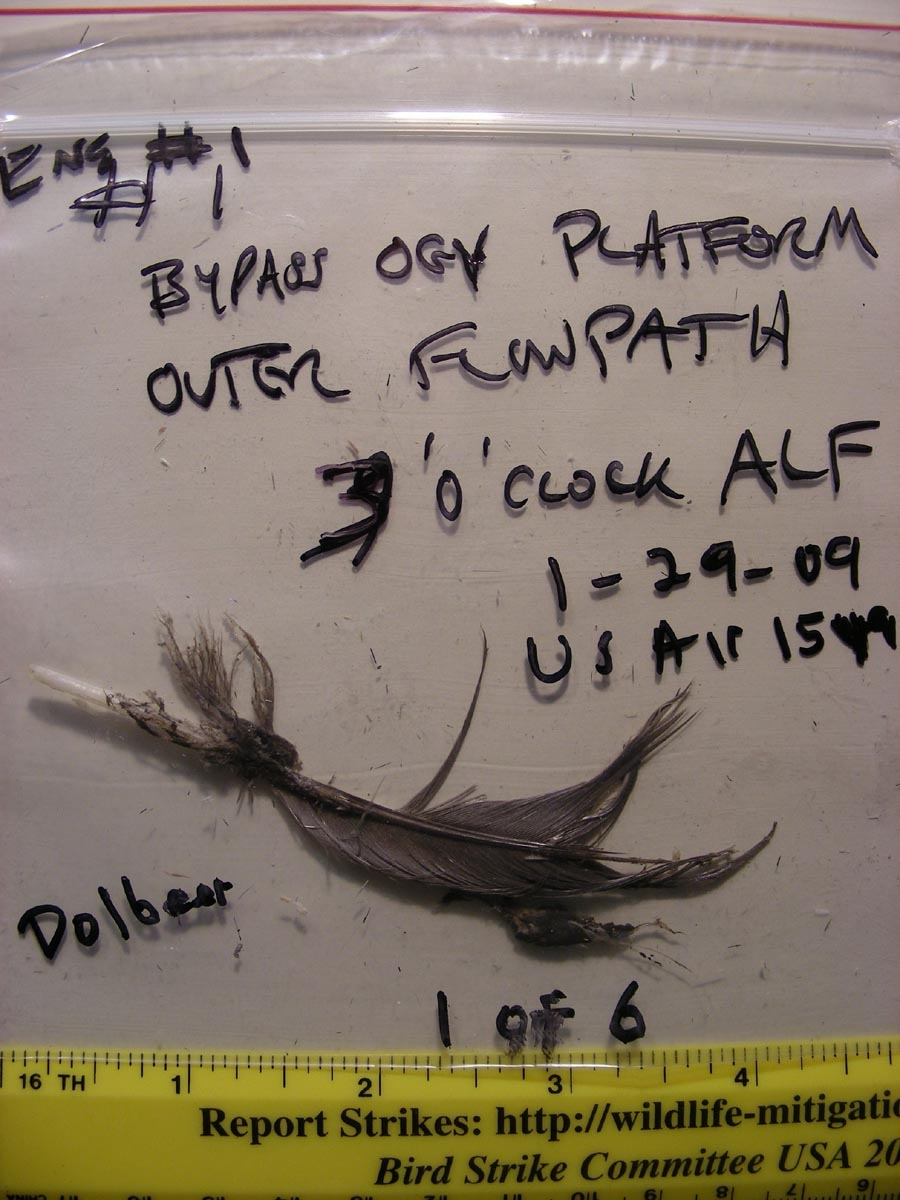
Перо канадской казарки, найденное в двигателе № 1

В результате посадки, а также спасательных и буксировочных работ планер самолёта получил значительные повреждения. В двигателе №2 (правом) были обнаружены органические останки и птичье перо, двигатель № 1 (левый) оторвался от крыла при приводнении и затонул, но 23 января 2009 года он был поднят со дна реки и отправлен на экспертизу.

## Расследование
Расследование причин аварии рейса AWE 1549 проводил Национальный совет по безопасности на транспорте (NTSB).
На заседании пилотам Салленбергеру и Скайлзу предъявили претензии, грозившие им уголовной ответственностью, за то, что они (якобы) могли посадить самолёт в аэропорту вылета или в других ближайших аэропортах (Тетерборо и Ньюарк в Нью-Джерси), но не сделали этого, а приводнились на реку Гудзон. Как доказательство, NTSB привели показания с симуляторов, на которых была смоделирована та же ситуация, и во всех случаях пилотам-экспертам удавалось посадить самолёт в Ла-Гуардии, Тетерборо и Ньюарке.
В своё оправдание пилоты заявили, что на принятие решений при моделировании на симуляторах им было отведено около 5 секунд (хотя в реальности это заняло около 35 секунд), что и подтвердилось по показаниям, взятым с речевого самописца. После этого совета NTSB принял решение вставить в симулятор моделирования полёта рейса 1549 те цифры затрат времени, что были сняты с самописца. После этого (в прямом эфире) ни один из пилотов симулятора не сумел посадить самолёт на ближайшую ВПП.
После просмотра всех вариантов решения этой ситуации все обвинения с пилотов были сняты.
Окончательный отчёт расследования NTSB был опубликован 4 мая 2010 года.

## Дальнейшая судьба самолёта

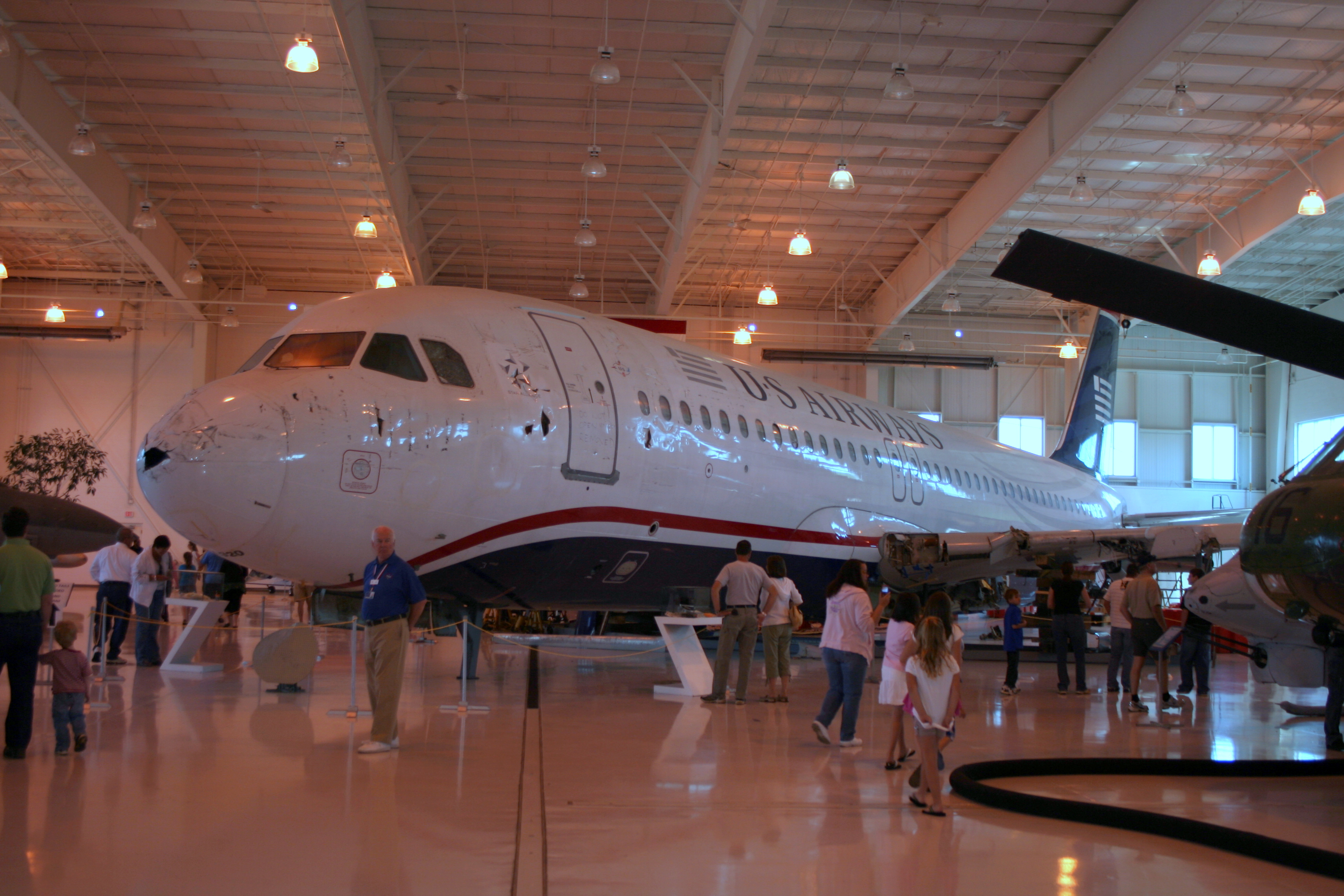
Пострадавший самолёт в авиамузее «Каролинас»

После эвакуации пассажиров самолёт был отбуксирован к причалу около Всемирного финансового центра (приблизительно в 6 километрах от места приводнения), где был произведён его подъём.
После окончания расследования лайнер был приобретён Музеем авиации «Каролинас» в Шарлотте (Северная Каролина). Сначала самолёт стоял без двигателей, полностью он был представлен к осени 2012 года.

## Культурные аспекты
- Приводнение рейса 1549 US Airways на Гудзон показано в 10 сезоне канадского документального телесериала «Расследования авиакатастроф» в серии «Посадка на Гудзон».
- Также оно показано в американском документальном телесериале от «MSNBC» «Почему разбиваются самолёты[англ.]» (англ. Why Planes Crash) в серии «Приготовиться к удару» (англ. Brace For Impact).
- Происшествие и последующая речь Чесли Салленбергера в Конгрессе США о проблемах в отрасли авиаперевозок упомянуты в документальном фильме Майкла Мура «Капитализм: История любви».
- В честь пилота Чесли Салленбергера в 2010 году вышла песня «A Real Hero[англ.]» группы «Electric Youth».
- 8 сентября 2016 года на экраны вышел фильм «Чудо на Гудзоне», основанный на данном происшествии. Режиссёр фильма — Клинт Иствуд, исполнитель главной роли (командира рейса 1549 Чесли Салленбергера) — Том Хэнкс.
- В 2025 году вышел второй сезон сериала «Репетиция», в котором центральной темой его 3 серии была проблема взаимодействия пилотов в кабине экипажа. В этой серии как пример удачного взаимодействия КВС и второго пилота рассматривалась авария рейса 1549, а создатель сериала Нейтан Филдер играет в ней роль Чесли Салленбергера.